# Dyckia racinae
Dyckia racinae är en gräsväxtart som beskrevs av Lyman Bradford Smith. Dyckia racinae ingår i släktet Dyckia och familjen Bromeliaceae. Inga underarter finns listade i Catalogue of Life.